# Rewersja

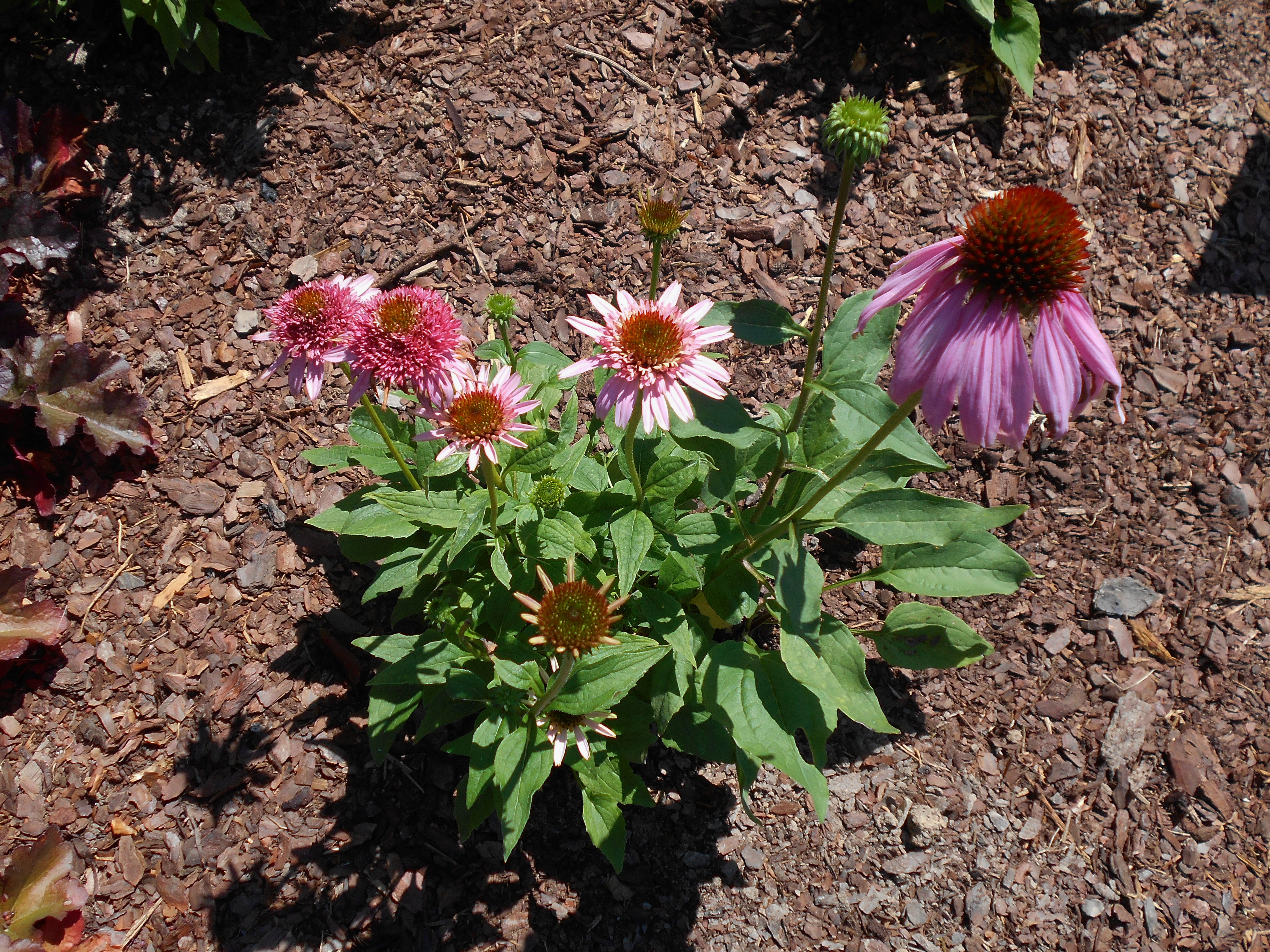
Odmiana ozdobna jeżówki purpurowej rewertująca do formy wyjściowej

Rewersja (z łac. re- – "w tył; znów; naprzeciw" – i versio – "obracanie") – w biologii podtyp homoplazji, związany z powrotem do cechy ancestralnej.
Rewersja jako rodzaj homoplazji ma pewne znaczenie w filogenetyce.
Zgodnie z jednym z postulatów Karola Darwina różne taksony mogą mieć wspólne pochodzenie, a więc pochodzić od wspólnego przodka. W miarę ewoluowania organizmy stopniowo oddalają się od siebie, coraz bardziej się od siebie różniąc. Nauka stara się odtworzyć wzajemne pokrewieństwa taksonów. Bazuje przy tym na cechach rozpatrywanych organizmów, zwłaszcza na cechach nowych ewolucyjnie, czyli apomorfiach. Grupy o wspólnym pochodzeniu posiadają pewne cechy właściwe tylko im, nie występujące u żadnych innych organizmów. Takie cechy to synapomorfie wyznaczające grupy monofiletyczne, najbardziej użyteczne w odtwarzaniu filogenezy. Jednakże istnienie u różnych organizmów takiej samej cechy nie musi świadczyć o wspólnym pochodzeniu. Nie każda wspólna cecha jest synapomorfią: może być ona homoplazją, a więc wspólną cechą, która rozwinęła się więcej niż raz. Obok konwergencji występowanie tej samej cechy u niespokrewnionych taksonów tłumaczyć można też rewersją.
Rewersja, czyli przemiana odwrotna, zachodzi wtedy, gdy jakiś takson o pewnej cesze apomorficznej traci ją i wtórnie osiąga znowu wcześniejszy stan ancestralny (plezjomorficzny). Tak więc dana cecha czy stan cechy istnieje u części taksonów jako cecha ancestralna, a u części jako efekt rewersji. Część organizmów z daną cechą czy danym stanem cechy może pochodzić więc od organizmów bez danej cechy czy danego stanu cechy. Siłą rzeczy przodek bez rozpatrywanej cechy też musi być bliżej spokrewniony z taksonem po rewersji, niż jego przodek posiadający jeszcze cechę plezjomorficzną.
Jako przykład rewersji Futuyma podaje zęby płaza z rodzaju Amphignathodon. Przodkowie współczesnych płazów bezogonowych mieli zęby, co można uznać za cechę ancestralną. W trakcie ewolucji linia ta straciła zęby, co stanowi apomorfię. Ponowne pojawienie się zębów u Amphignathodon to powrót do cechy pierwotnej. Nie świadczy ono w żadnym razie o bliskim pokrewieństwie rzeczonego płaza z uzębionymi przodkami płazów.
W przypadku cechy ancestralnej pojawiającej się u danego osobnika, mimo że nie występowała u jego bezpośrednich przodków (na przykład oddzielona kość strzałkowa i kość łokciowa u konia) używa się terminu atawizm.